# لوئیجی ماجی
لوئیجی ماجی (ایتالیایی: Luigi Maggi؛ ۲۱ دسامبر ۱۸۶۷ – ۲۲ اوت ۱۹۴۶) یک هنرپیشه اهل ایتالیا بود.
از فیلم‌های او می‌توان به سقوط تروآ اشاره کرد.